# Rafael Gomà i Fontanet
Rafael Gomà i Fontanet (Artesa de Segre, 6 de juliol de 1935 - Artesa de Segre, 19 de juliol de 2019), conegut popularment com lo Parco, va ser un activista cultural català. Va destacar en el camp de l'arqueologia, on la seva incursió li va venir de la mà del professor i arqueòleg Joan Maluquer de Motes i Nicolau. El professor trobà en ell un gran coneixedor del territori, i en Rafael va ser compensat amb la transmissió de coneixement per part de l’il·lustre arqueòleg. Durant la seva trajectòria vital en aquest àmbit, va localitzar diversos jaciments, entre ells la cova de l’Espluga Negra de Santa Maria, les coves de Montadó, la cova de l’Aigua, la cova Fosca de Tòrrec, la cova Vallferina de Vilanova de Meià, la cova dels Picalts i, juntament amb el professor Joan Maluquer de Motes, va descobrir les restes del Poblat Ibèric d’Antona. També va participar en diverses excavacions, com els túmuls d’Almenara, els Dòlmens de les Lloelles, la cova del Parco (que porta el seu sobrenom), l’abric del Xicotó (encara amb excavació pendent), l’obrador neolític de la Roureda de Vernet, el poblat ibèric del Molí de l’Espígol, a Tornabous, i la primera campanya a Antona. Amb l’arqueòleg Jordi Pérez i Conill va fer les primeres prospeccions a l’assentament de Refet, publicades a les actes de la XXVI Jornada de Treball del Grup de Recerques de les Terres de Ponent (GRTP), celebrada a Artesa de Segre l’any 1993.
Sense menystenir els descobriments i les seves activitats posteriors, el descobriment de la Cova del Parco mereix, per si sol, una menció especial. És, avui dia, un dels jaciments més emblemàtics, no només de les terres de Lleida, sinó de tot el territori català. És un dels pocs jaciments en què s’està excavant ininterrompudament des de fa anys, tots els períodes de la prehistòria.
Amb l’Associació Cultural La Roureda, de la qual fou membre fundador i president, publicant 126 butlletins entre l’octubre de 1999 i març de 2010, va participar, entre d'altres, en la troballa de l’Hemidolmen d’Anya, el Sepulcre megalític de Rúbies, el Sepulcre megalític de Paüs (amb Ferran Sanchez Agustí), el Sepulcre megalític dels Cingles de Cúber, les construccions megalítiques Montmagastre, Montargull i Tòrrec, les tombes excavades a la roca de Seró, els Sepulcres de Llosa del Pla (Artesa), els Sepulcres de Llosa de Montmagastre i Montargull, les pintures rupestres de Vall-Llebrera i les petjades fòssils a Vernet.
Va reiniciar l’activitat del Museu del Montsec d’Artesa, tant en l’organització, classificació, ordenació i exposició del seu fons com en la dedicació a la divulgació adreçada a grups organitzats de visitants i, principalment, d’alumnes. Alhora, va organitzar diverses exposicions temporals dedicades a l'etnografia, la botànica, la geologia i els fòssils de la zona d’Artesa de Segre.
Altres aspectes que van interessar a en Rafel Gomà foren la catalogació i les maneres dels oficis, les antigues instal·lacions comunals com ara els pous de gel, forns de calç i de guix, teuleries i altres espais i elements d’ús per a l'elaboració de remeis i altres materials i productes. Interessat en tots els aspectes de l'etnologia, costums, hàbits i oficis, també resseguí la ruta de la transhumància i va aprofundir en tècniques de filats, teixit i altres oficis com ara els treballs del camp, des de la perspectiva de la manera de fer tradicional.

La tasca de documentació i publicacions d’en Rafel Gomà no va ser gaire extensa. Tanmateix, cal esmentar:
• El llibre “Dos assentaments de l’Edat del Bronze a Artesa de Segre: Coll del Rat i Refet”. Any 1993. Jordi Pérez i Conill, Rafael Gomà i Fontanet
• Col·laboració en el vídeo del Departament d’Ensenyament de la Generalitat de Catalunya, “La Prehistòria a Catalunya”.
• Ponència al VII Congreso Internacional de Estelas Funerarias, a Santander, l’any 2002.
• Ponència al V Congreso Internacional sobre Patrimonio Geológico y Minero, de la Sociedad Española para la Defensa del Patrimonio Geológico y Minero (SEDPGYM), a Cercs, l’any 2004
• Butlletí de l’Associació Cultural La Roureda.

Vinculat al Grup de Recerques de les Terres de Ponent, en les XXXV Jornades de Treball del Grup de Recerques de les Terres de Ponent de l’any 2004, a Verdú, amb el títol Arqueologia i arqueòlegs. El poblat ibèric dels estinclells de Verdú, Jordi Trullols Grañé en representació de l’Associació Cultural La Roureda, va presentar una comunicació amb el nom Rafel Gomà (Parco), mitja vida dedicada a l’arqueologia, on el ponent feia un repàs curricular de la seva figura.
Anys després, al 2010, a les XL Jornades de Treball del Grup de Recerques de les Terres de Ponent celebrades a Artesa de Segre amb el títol Rituals i simbolismes: de la prehistòria a l’actualitat, el GRTP dedicà l'edició a homenatjar la seva figura.
La tasca duta a terme durant anys va fer que el 17 de novembre del 2005, de la mà de l’alcalde Joan Clos al Saló de Cent de l’Ajuntament de Barcelona, rebés el Premi d’Actuació Cívica de la Fundació Carulla. Aquests premis es concedeixen a persones que realitzen tasques anònimes i desinteressades però de gran mèrit, que han treballat diversos aspectes socials